# Wayne Connelly
Wayne Francis Connelly (né le 16 décembre 1939 à Rouyn-Noranda, Québec au Canada) est un joueur professionnel canadien de hockey sur glace,.

## Statistiques
Pour les significations des abréviations, voir Statistiques du hockey sur glace.
| Saison     | Équipe                        | Ligue          |     | Saison régulière | Saison régulière | Saison régulière | Saison régulière | Saison régulière |    | Séries éliminatoires | Séries éliminatoires | Séries éliminatoires | Séries éliminatoires | Séries éliminatoires |
| Saison     | Équipe                        | Ligue          | PJ  | B                | A                | Pts              | Pun              | PJ               | B  | A                    | Pts                  | Pun                  |                      |                      |
| 1955-1956  | Raiders de New Hamburg        | OHA-B          |     |                  |                  |                  |                  |                  |    |                      |                      |                      |                      |                      |
| 1955-1956  | Canucks de Kitchener          | AHOJ           | 9   | 0                | 1                | 1                | 2                | 8                | 0  | 0                    | 0                    | 0                    |                      |                      |
| 1956-1957  | Petes de Peterborough         | AHOJ           | 52  | 19               | 7                | 26               | 83               | -                | -  | -                    | -                    | -                    |                      |                      |
| 1957-1958  | Petes de Peterborough         | AHOJ           | 52  | 18               | 19               | 37               | 32               | 5                | 0  | 1                    | 1                    | 6                    |                      |                      |
| 1958-1959  | Petes de Peterborough         | AHOJ           | 54  | 36               | 54               | 90               | 46               | 19               | 6  | 13                   | 19                   | 38                   |                      |                      |
| 1958-1959  | Petes de Peterborough         | Coupe Memorial | -   | -                | -                | -                | -                | 12               | 10 | 5                    | 15                   | 9                    |                      |                      |
| 1959-1960  | Petes de Peterborough         | AHOJ           | 47  | 48               | 34               | 82               | 47               | 12               | 10 | 9                    | 19                   | 4                    |                      |                      |
| 1959-1960  | Royals de Montréal            | EPHL           | -   | -                | -                | -                | -                | 8                | 6  | 4                    | 10                   | 4                    |                      |                      |
| 1960-1961  | Royals de Montréal            | EPHL           | 64  | 28               | 21               | 49               | 36               | -                | -  | -                    | -                    | -                    |                      |                      |
| 1960-1961  | Canadiens de Montréal         | LNH            | 3   | 0                | 0                | 0                | 0                | -                | -  | -                    | -                    | -                    |                      |                      |
| 1961-1962  | Canadiens de Hull-Ottawa      | EPHL           | 7   | 2                | 3                | 5                | 4                | -                | -  | -                    | -                    | -                    |                      |                      |
| 1961-1962  | Bruins de Boston              | LNH            | 61  | 8                | 12               | 20               | 34               | -                | -  | -                    | -                    | -                    |                      |                      |
| 1962-1963  | Frontenacs de Kingston        | EPHL           | 34  | 10               | 24               | 34               | 19               | 5                | 1  | 4                    | 5                    | 2                    |                      |                      |
| 1962-1963  | Bruins de Boston              | LNH            | 18  | 2                | 6                | 8                | 2                | -                | -  | -                    | -                    | -                    |                      |                      |
| 1963-1964  | Bruins de Boston              | LNH            | 26  | 2                | 3                | 5                | 12               | -                | -  | -                    | -                    | -                    |                      |                      |
| 1963-1964  | Seals de San Francisco        | WHL            | 33  | 12               | 18               | 30               | 10               | 11               | 2  | 3                    | 5                    | 8                    |                      |                      |
| 1964-1965  | Seals de San Francisco        | WHL            | 70  | 36               | 36               | 72               | 51               | -                | -  | -                    | -                    | -                    |                      |                      |
| 1965-1966  | Seals de San Francisco        | WHL            | 72  | 45               | 41               | 86               | 14               | 7                | 4  | 4                    | 8                    | 2                    |                      |                      |
| 1966-1967  | Bruins de Boston              | LNH            | 64  | 13               | 17               | 30               | 11               | -                | -  | -                    | -                    | -                    |                      |                      |
| 1967-1968  | North Stars du Minnesota      | LNH            | 74  | 35               | 21               | 56               | 40               | 14               | 8  | 3                    | 11                   | 2                    |                      |                      |
| 1968-1969  | North Stars du Minnesota      | LNH            | 55  | 14               | 16               | 30               | 11               | -                | -  | -                    | -                    | -                    |                      |                      |
| 1968-1969  | Red Wings de Détroit          | LNH            | 19  | 4                | 9                | 13               | 0                | -                | -  | -                    | -                    | -                    |                      |                      |
| 1969-1970  | Red Wings de Détroit          | LNH            | 76  | 23               | 36               | 59               | 10               | 4                | 1  | 3                    | 4                    | 2                    |                      |                      |
| 1970-1971  | Red Wings de Détroit          | LNH            | 51  | 8                | 13               | 21               | 12               | -                | -  | -                    | -                    | -                    |                      |                      |
| 1970-1971  | Blues de Saint-Louis          | LNH            | 28  | 5                | 16               | 21               | 9                | 6                | 2  | 1                    | 3                    | 0                    |                      |                      |
| 1971-1972  | Blues de Saint-Louis          | LNH            | 15  | 5                | 5                | 10               | 2                | -                | -  | -                    | -                    | -                    |                      |                      |
| 1971-1972  | Canucks de Vancouver          | LNH            | 53  | 14               | 20               | 34               | 12               | -                | -  | -                    | -                    | -                    |                      |                      |
| 1972-1973  | Fightning Saints du Minnesota | AMH            | 78  | 40               | 30               | 70               | 16               | 5                | 1  | 3                    | 4                    | 0                    |                      |                      |
| 1973-1974  | Fightning Saints du Minnesota | AMH            | 78  | 42               | 53               | 95               | 16               | 11               | 6  | 7                    | 13                   | 4                    |                      |                      |
| 1974-1975  | Fightning Saints du Minnesota | AMH            | 76  | 38               | 33               | 71               | 16               | 12               | 8  | 4                    | 12                   | 10                   |                      |                      |
| 1975-1976  | Fightning Saints du Minnesota | AMH            | 59  | 24               | 23               | 47               | 19               | -                | -  | -                    | -                    | -                    |                      |                      |
| 1975-1976  | Crusaders de Cleveland        | AMH            | 12  | 5                | 2                | 7                | 4                | 3                | 1  | 0                    | 1                    | 2                    |                      |                      |
| 1976-1977  | Cowboys de Calgary            | AMH            | 25  | 5                | 6                | 11               | 4                | -                | -  | -                    | -                    | -                    |                      |                      |
| 1976-1977  | Oilers d'Edmonton             | AMH            | 38  | 13               | 15               | 28               | 18               | 5                | 0  | 1                    | 1                    | 0                    |                      |                      |
| Totaux AMH | Totaux AMH                    | Totaux AMH     | 366 | 167              | 162              | 329              | 93               | 37               | 17 | 16                   | 33                   | 18                   |                      |                      |
| Totaux LNH | Totaux LNH                    | Totaux LNH     | 543 | 133              | 174              | 307              | 156              | 24               | 11 | 7                    | 18                   | 4                    |                      |                      |

## Transactions en carrière
- Le 26 octobre 1961, échangé aux Canadiens de Montréal par les Bruins de Boston pour le prêt de Bob Armstrong, Dallas Smith et d'une somme d'argent.
- Le 6 juin 1964, droits vendus aux Seals de San Francisco dans la LHou par les Bruins de Boston.
- Le 14 juin 1966, droits vendus aux Bruins de Boston par les Seals de San Francisco.
- Le 6 juin 1967, réclagé par les North Stars du Minnesota des Bruins de Boston à l'expansion de la Ligue nationale de hockey.
- Le 15 février 1969, échangé aux Red Wings de Détroit par les North Stars du Minnesota en retour de Danny Lawson et Brian Conacher.
- Le 6 février 1971, échangé aux Blues de Saint-Louis par les Red Wings de Détroit avec Garry Unger en retour de Red Berenson et Tim Ecclestone.
- Le 15 novembre 1971, échangé aux Rangers de New York par les Blues de Saint-Louis avec Gene Carr et Jim Lorentz en retour de André Dupont, Jack Egers et Mike Murphy.
- Le 16 novembre 1971, échangé aux Canucks de Vancouver par les Rangers de New York avec Dave Balon et Ron Stewart en retour de Gary Doak et Jim Wiste.
- Le 12 février 1972, sélectionné par les Fighting Saints du Minnesota lors de l'expansion de l'AMH.
- Le 10 mars 1976, réclamé par les Crusaders de Cleveland des North Stars du Minnesota.
- En juin 1976, échangé aux Whalers de la Nouvelle-Angleterre par les Crusaders de Cleveland en retour de Fred O'Donnell et Bob McNanama.
- En octobre 1976, droits vendus aux Cowboys de Calgary par les Whalers de la Nouvelle-Angleterre.
- En janvier 1977, droits vendus aux Oilers d'Edmonton par les Cowboys de Calgary avec Claude Saint-Sauveur.

## Trophées
- Première équipe d'étoiles de la AHOJ en 1958-59.
- Deuxième équipe d'étoiles de la WHL en 1964-65 et 1965-66.